# Gregor Thüsing
Gregor Heinrich Thüsing (* 1. April 1971 in Köln) ist ein deutscher Rechtswissenschaftler. Er ist seit 2004 Inhaber des Lehrstuhls für Arbeitsrecht am Institut für Arbeitsrecht und das Recht der sozialen Sicherheit an der Rheinischen Friedrich-Wilhelms-Universität Bonn und dessen Direktor.
Thüsing besitzt die Venia Legendi für die Fächer Bürgerliches Recht, Arbeits- und Sozialrecht, Rechtsvergleichung und Kirchenrecht. Er ist Autor zahlreicher Fachpublikationen, vielfacher Sachverständiger im Deutschen Bundestag und äußert sich regelmäßig in der Tagespresse zu aktuellen Fragen des Arbeits- und Sozialrechts.

## Akademischer Werdegang
Thüsing studierte von 1991 bis 1994 als Stipendiat der Konrad-Adenauer-Stiftung Rechtswissenschaft an der Universität zu Köln. 1994 legte er sein Erstes Juristisches Staatsexamen ab. Danach arbeitete er als wissenschaftlicher Mitarbeiter am dortigen Institut für Arbeits- und Wirtschaftsrecht und promovierte 1995, ebenfalls als Stipendiat der Konrad-Adenauer-Stiftung, bei Herbert Wiedemann summa cum laude zum Thema Der Außenseiter im Arbeitskampf. 1996 legte Thüsing in Köln sein Zweites Juristisches Staatsexamen ab. 1998 erfolgte seine Graduierung zum LL.M. an der Harvard Law School und er erlangte die Zulassung als Rechtsanwalt (Attorney at Law) für den Staat New York nach bestandenem bar exam.
1999 war Thüsing Habilitationsstipendiat der Studienstiftung des deutschen Volkes und der Deutschen Forschungsgemeinschaft. Es folgten Studienaufenthalte an der Harvard Law School, der Sorbonne, der Katholischen Universität Löwen und der Universität Maastricht. Im Jahr 2000 habilitierte Thüsing sich mit seiner Arbeit Wertende Schadensberechnung bei Herbert Wiedemann an der Juristischen Fakultät der Universität zu Köln.
Nach einer Zwischentätigkeit als Assistent des Vorstandsvorsitzenden in der Zentralen Unternehmensentwicklung der Bertelsmann AG folgte Thüsing einem Ruf an die Bucerius Law School in Hamburg und war vom 1. April 2001 bis zum Wintersemester 2004/2005 Inhaber des Lehrstuhls für Bürgerliches Recht, Arbeits- und Sozialrecht und Rechtsvergleichung. Im März 2004 wurde er zudem Lehrbeauftragter im International Executive MBA Program an der WHU in Vallendar.
Seit Oktober 2004 ist Thüsing Lehrstuhlinhaber und Direktor des Instituts für Arbeitsrecht und Recht der sozialen Sicherheit der Rheinischen Friedrich-Wilhelms Universität Bonn.

## Weitere Ämter
Thüsing war mehr als dreißig Mal als Sachverständiger bei Anhörungen verschiedener Ausschüsse (Arbeit und Soziales, Gesundheit, Familie, Recht, Europa) für den Deutschen Bundestag tätig. Er ist Mitglied der ständigen Deputation des Deutschen Juristentags, des Vorstandes der Deutsch-Amerikanischen Juristenvereinigung, des Beirates der Görres-Gesellschaft, der Internationalen Gesellschaft für das Recht der Arbeit und der sozialen Sicherheit sowie stellvertretender Vorsitzender der Gesellschaft für Versicherungswissenschaft und -gestaltung. Er ist Vorsitzender der Gesellschaft für Europäische Sozialpolitik. Thüsing ist zudem Vorstandsmitglied der Gesellschaft für Datenschutz und Datensicherheit.
Zum 10. Oktober 2024 wurde Gregor Thüsing in den Deutschen Ethikrat berufen.

## Veröffentlichungen (Auswahl)
- Mit Arbeit spielt man nicht!. C. H. Beck, München 2015, ISBN 978-3-406-67759-5
- Europäisches Vergaberecht und nationales Sozialversicherungsrecht. (gemeinsam mit Gerrit Forst), Duncker & Humblot, Berlin 2011, ISBN 978-3-428-13450-2
- Beschäftigtendatenschutz und Compliance. (Hrsg.), C. H. Beck, München 2014, ISBN 978-3-406-60497-3.
- Europäisches Arbeitsrecht. C. H. Beck, München 2008, ISBN 978-3-406-54877-2.
- Wertende Schadensberechnung. C. H. Beck, München 2001, ISBN 978-3-406-47840-6.
- Der Außenseiter im Arbeitskampf. Duncker & Humblot, Berlin 1996, ISBN 978-3-428-08717-4.